# Зимин, Михаил Николаевич
Михаил Николаевич Зимин (5 августа 1930, Нижний Новгород — 30 декабря 1991, Москва) — советский актёр театра и кино; народный артист СССР (1991).

## Биография
Родился 5 августа 1930 года в Нижнем Новгороде. Отец Николай Иванович Зимин работал на заводе, мать Александра Ивановна была домашней хозяйкой.
Свою трудовую жизнь начал в 16 лет слесарем на военном заводе.
В 1947 году поступил в Горьковское театральное училище и, окончив его в 1951 году, один сезон работал в Горьковском театре драмы имени М. Горького.
В 1952 году переехал в Москву и поступил на третий курс Школы-студии им. В. И. Немировича-Данченко при МХАТ СССР им. М. Горького (курс С. К. Блинникова и Г. А. Герасимова).
С 1954 года стал работать в МХАТе, где играл центральные роли. В 1957 году перешёл к О. Н. Ефремову в «Студию молодых актёров» (с 1958 — театр «Современник»), но через год возвратился во МХАТ. В 1987 году состоялся раздел МХАТа, и Зимин перешёл во МХАТ имени М. Горького под руководством Т. В. Дорониной, где играл до конца жизни. В спектаклях «На дне» М. Горького (роль Бубнова) и «Мёртвые души» Н. В. Гоголя (роль Михаила Семёновича Собакевича) играл со своей дочерью М. М. Зиминой.
Творчеству была свойственна душевная щедрость, размах, сердечность.
В кино начал сниматься в 1959 году. Лучшие его фильмы: «Капроновые сети», «Пароль не нужен», «Цветы запоздалые», «Белый Бим Чёрное ухо», «Дым отечества», «Демидовы».
Работал на радио, записал на грампластинку сказку Р. Киплинга «Рикки-Тикки-Тави», принимал участие в записи пластинки «Сказка о Иване-царевиче и Сером Волке» (1967 г.).

### Семья
Со своей первой супругой актрисой Светланой Мизери (1933—2021) прожил 10 лет. В 1963 году у них родилась дочь Мария, заслуженная артистка России (2001).
Второй женой стала актриса Светлана Семендяева (род. 1943), пришедшая во МХАТ в 1966 году. В 1968 году родился сын Михаил, который окончил факультет журналистики МГУ.

#### Смерть
Тяжело переживал раздел МХАТа. Умер 30 декабря 1991 года на 62-м году жизни в Москве от болезни лёгких (по другим источникам — рак печени). Похоронен на Востряковском кладбище рядом с родителями.

## Творчество

### Роли в театре
МХАТ
- 1954 — «Мещане» М. Горького — Нил[5]
- 1956 — «Забытый друг» А. Д. Салынского — Карпов
- 1958 — «Лиса и виноград» Г. Фигейреду — Агнастос
- 1959 — «Битва в пути» Г. Е. Николаевой — Дмитрий Алексеевич Бахирев
- 1962 — «Убийца» И. Шоу — Ганнерак
- 1963 — «Дом, где мы родились» П. Когоута — Галена
- 1963 — «Вишнёвый сад» А. П. Чехова — Ермолай Алексеевич Лопахин
- 1964 — «Иду на грозу» Д. А. Гранина — Крылов
- 1964 — «Три долгих дня» Г. Б. Беленького — Левашов
- 1965 — «Дядя Ваня» А. П. Чехова — Иван Петрович Войницкий
- 1968 — «Дни Турбиных» М. А. Булгакова — Мышлаевский
- 1970 — «Село Степанчиково» Ф. М. Достоевского — Ростанев
- 1972 — «Кола Брюньон» Р. Роллана — Кола Брюньон
- 1973 — «Мёртвые души» Н. В. Гоголя — Собакевич
- 1974 — «Похожий на льва» Р. Ибрагимбекова — Махмуд
- 1974 — «Последние дни» М. А. Булгакова — Салтыков
- 1975 — «Медная бабушка» Л. Г. Зорина — Соболевский
- 1975 — «Заседание парткома» А. И. Гельмана — Батарцев
- 1976 — «Горячее сердце» А. Н. Островского— Курослепов
- 1977 — «Обратная связь» А. И. Гельмана — Казнаков
- 1979 — «Утиная охота» А. В. Вампилова — Кушак
- 1980 — «Кремлёвские куранты» Н. Ф. Погодина — Забелин
- 1981 — «Так победим!» М. Ф. Шатрова — Кулак
- 1982 — «Сон разума» А. Буэро Вальехо — Франсиско Гойя
- 1983 — «Эльдорадо» А. Н. Соколовой — Он
- 1986 — «Комиссия» по роману С. П. Залыгина —

МХАТ им. Горького
- 1987 — «На всякого мудреца довольно простоты» А. Н. Островского — Крутицкий
- 1987 — «На дне» М. Горького — Бубнов
- 1988 — «Вишнёвый сад» А. П. Чехова — Симеонов-Пищик
- 1989 — «Мёртвые души» Н. В. Гоголя — Собакевич
- 1989 — «Зойкина квартира» М. А. Булгакова — Гусь
- 1990 — «Макбет» У. Шекспира — Росс

«Студия молодых актёров» (Театр «Современник»)
- 1956 — «Вечно живые» В. С. Розова — Фёдор Иванович Бороздин
- 1956 — «Матросская тишина» А. А. Галича —
- 1957 — «В поисках радости» В. С. Розова —

Театр им. Моссовета
- 1983 — «Суд над судьями» Э. Манна — Яннинг

### Фильмография
- 1959 — Золотой эшелон — Ромашкин
- 1962 — Капроновые сети — Визунов
- 1965 — Вниманию граждан и организаций — Вадим Конев
- 1966 — Долгая счастливая жизнь — Лопахин в сцене из спектакля «Вишнёвый сад»
- 1967 — Пароль не нужен — Ванюшин
- 1967 — Про чудеса человеческие — Герасим
- 1968 — Доживём до понедельника — Николай Борисович, директор школы
- 1970 — Два дня чудес — Федотов
- 1972 — Любить человека — Богачёв
- 1972 — День за днём — Михаил Николаевич, заведующий лабораторией
- 1973 — Друзья мои… (киноальманах) (новелла № 2 «Тихоход») — посетитель чайной
- 1973 — Назначение — Оленко
- 1974—1977 — Рождённая революцией — директор завода (7-я серия)
- 1975 — Ар-хи-ме-ды! — Фёдор Николаевич, отец Алексея и Тани
- 1975 — Обретёшь в бою — Даниленко
- 1976 — Белый Бим Чёрное ухо — отец Толика
- 1976 — Красное и чёрное — господин Валено
- 1976 — Сибирь — полковник
- 1977 — Собственное мнение — Кашкин
- 1979 — Выгодный контракт — Крылов
- 1979 — Москва слезам не верит — профессор Алексей Тихомиров
- 1979 — Мир в трёх измерениях — Егор Кораблёв
- 1980 — Юность Петра — князь Роман Борисович Буйносов
- 1980 — В начале славных дел — князь Роман Борисович Буйносов
- 1980 — Дым Отечества — Михайло Ломоносов
- 1980 — Рассказ неизвестного человека — пассажир в поезде
- 1982 — Солнечный ветер — Рясенцев
- 1982 — Формула света — министр
- 1982 — Частная жизнь — Андрей Захарович
- 1983 — Демидовы — Вяземский
- 1984 — Лев Толстой — гость Толстого, пианист
- 1984 — Очень важная персона — Иван Сергеевич
- 1985 — Грубая посадка — прокурор флота
- 1985 — Лиха беда начало — Горбонос
- 1985 — Любимец публики — директор столичного цирка
- 1987 — В дебрях, где реки бегут... — отец Джон
- 1987 — Шура и Просвирняк — Алексей Егорович, министр
- 1990 — Враг народа — Бухарин — директор гимназии
- 1991 — Собачье счастье — директор школы

### Телеспектакли
- 1968 — Барсуки — Юда
- 1968 — Поэма о топоре — Евдоким, кузнец
- 1969 — На пороге
- 1969 — Строгая девушка — Коваленков
- 1969 — Цветы запоздалые — доктор Топорков
- 1971 — Коммунары — Фиалков
- 1973 — Село Степанчиково и его обитатели — Егор Ильич Ростанев
- 1977 — Заседание парткома — Павел Емельянович Батарцев
- 1977 — Любовь Яровая — протоиерей
- 1978 — Приказ номер один — Проклов
- 1979 — Мёртвые души — Собакевич
- 1980 — Этот фантастический мир. Выпуск № 3
- 1985 — Новоселье — Агибалов
- 1985 — Равняется четырём Франциям — Серебряников

### Озвучивание
- 1984 — Сказка о царе Салтане (анимационный) — царь Салтан

### Участие в фильмах
- 1977 — Корней Чуковский (документальный) — чтец

Увлечения: походы на байдарках, резьба по дереву, разведение роз, кактусов. В течение семи лет строил яхту на базе в яхт-клубе «Спартак», а потом, получив диплом яхтенного капитана в 1980 году, каждый год с друзьями отправлялся на ней по Волге.

## Звания и награды
- Заслуженный артист РСФСР (03.04.1967)
- Народный артист РСФСР (30.05.1974)[5]
- Народный артист СССР (01.07.1991)
- Орден Трудового Красного Знамени (1971)
- Медали[источник не указан 758 дней]